# ナユタとフカシギ
『ナユタとフカシギ』は、スキマスイッチの4枚目のオリジナルアルバム。

## 解説
- 初回生産限定盤・通常盤の2種同時発売。
- 『夕風ブレンド』以降に発売されたシングルのうち、「マリンスノウ」は収録されていない。2018年のユニバーサルミュージック移籍時に「スキマスイッチ」までのアルバムと一緒に再発されている。
- 「ナユタ」と「フカシギ」は共に大きな数を示す仏教由来の言葉であり、そのためか歌詞カードでは数字と漢数字は色が変えられている。
- 常田は後のインタビューで「（ソロ活動の）エネルギーが爆発している」と語っている[1]。
- 大橋曰く「（スキマスイッチの）歴史の中ではちょっと変な位置にいるアルバム」だが、ライブで定期的に演奏される楽曲が多い。これについて後のインタビューで大橋は「何かを取り戻そうとして必死で作ってた」、常田は「ピリピリしてたのが良かったのかな」と語っている[1]。
- 初回生産限定盤のみ、CDにBlu-spec CDを採用[2]。

## 収録曲
| 全作詞・作曲: スキマスイッチ。 |                                          |                |                |      |
| #                              | タイトル                                 | 作詞           | 作曲・編曲     | 時間 |
| 1.                             | 「双星プロローグ」                       | スキマスイッチ | スキマスイッチ | 4:19 |
| 2.                             | 「雫」                                   | スキマスイッチ | スキマスイッチ | 3:17 |
| 3.                             | 「ゴールデンタイムラバー（album ver.）」 | スキマスイッチ | スキマスイッチ | 6:12 |
| 4.                             | 「ムーンライトで行こう」                 | スキマスイッチ | スキマスイッチ | 3:11 |
| 5.                             | 「病院にいく」                           | スキマスイッチ | スキマスイッチ | 2:56 |
| 6.                             | 「デザイナーズマンション」               | スキマスイッチ | スキマスイッチ | 2:33 |
| 7.                             | 「8ミリメートル」                        | スキマスイッチ | スキマスイッチ | 6:53 |
| 8.                             | 「レモネード」                           | スキマスイッチ | スキマスイッチ | 3:36 |
| 9.                             | 「SL9」                                  | スキマスイッチ | スキマスイッチ | 5:25 |
| 10.                            | 「虹のレシピ（album ver.）」             | スキマスイッチ | スキマスイッチ | 7:53 |
| 11.                            | 「光る」                                 | スキマスイッチ | スキマスイッチ | 4:37 |
| 合計時間:                      | 合計時間:                                | 50:52          |                |      |

## 楽曲解説
1. 双星プロローグ
  - 仮タイトルは「1曲目」。
  - 常田が叩き台を作ったものの、大橋がメロディを作り変えてしまった。これについて常田は後のインタビューで「昔なら気を遣われていた。」とソロ活動の成果を感じたことを明かしている[1]。
  - 歌詞は2人の出逢いとも取れる内容が書かれている。
  - 双星は「ふたぼし」と読む。
  - 20周年記念のベストアルバム『POPMAN'S WORLD -Second-』のDisc2「TKY selection」に収録されている。大橋は「（ソロ活動明けで）二人で作り上げた感が強い」楽曲として選曲している[3]。
2. 雫
  - 11thシングル「虹のレシピ」収録
3. ゴールデンタイムラバー（album ver.）
  - 12thシングル「ゴールデンタイムラバー」収録
  - シングルバージョンより前奏が長く、フェードアウトしない形になっている。
  - タイアップの『鋼の錬金術師 FULLMETAL ALCHEMIST』のオープニングテーマは、このバージョンをテレビサイズに編集したものになっている。
4. ムーンライトで行こう
  - タイトルの通り、歌詞中にJR東海・JR東日本のムーンライトながらが登場する。
  - 臨時列車化以後のムーンライトながらが舞台となっている｡
  - カントリー調の楽曲[1]。1973年 - 1975年あたりのアメリカのカントリー・ミュージックを意識している。
  - 「日本語で歌っているのに英語に聞こえる」ように歌っている。これは、大橋の楽曲である「ブルース」のテイストを落とし込んだもの[1]。
  - KANがスキマスイッチの作品の中で一番気に入っている楽曲[1]。
5. 病院にいく
  - 山下達郎や大瀧詠一のサウンド感に憧れて作った楽曲[1]。
  - デモを制作する段階では、大橋は「飲みに来ないか2」のイメージを目指していたことを明かしている[1]。
  - 武田鉄矢がこの楽曲を気に入っており、この楽曲から影響を受けて海援隊の「そうだ病院へ行こう」を制作している[1]。
6. デザイナーズマンション
  - 仮タイトルは「R&B」。
  - 歌詞中の「代官山」の「代官」の部分はデモテープの段階では「I can」だったことから、大橋は「大キャン」と歌っている。
  - 全ての楽器を二人で演奏している[1]。
  - 大橋が知り合いの代官山の家に遊びに行ったときに、「これを曲にしよう」と思ってできた曲[1]。
7. 8ミリメートル
  - ケータイドラマサイトDORAMO内ドラマ『8ミリメートル』主題歌
  - このドラマは本楽曲および「Aアングル」、「Bアングル」をモチーフに作られたもの。監督・脚本を岩田ユキが担当した他、女優の二階堂ふみが出演している。
  - このドラマで『ショートショートフィルムフェスティバル & アジア2010』の「ミュージックShort PV部門」の優秀賞を受賞した。
  - 曲のモチーフは8ミリフィルム。これは常田の母親の遺品で8ミリフィルムが見つかったことがきっかけとなっている[1]。
  - 『POPMAN'S WORLD -Second-』のDisc3「SNT selection」に収録されている。常田の選曲理由は「やりたいことが出来た曲」だったから[4]。
8. レモネード
  - 大橋がギターを弾いている時に、たまたまジャズの様なコードが弾けたことがきっかけとなり出来上がった楽曲[1]。
  - ギターのレコーディングは、今剛の提案により、今と大橋で同時に行われた。大橋は「めちゃくちゃ緊張した」と語っている[1]。
9. SL9
  - 1994年7月17日、木星とシューメーカー・レヴィ第9彗星の衝突を見た常田の実体験が元になっている[1]。
  - UNICORNの川西幸一がドラムで参加している。
  - サビではhiA#の高音が続く曲で、大橋曰く「僕のキーを超えてます」。
  - 常田が制作したデモについて、大橋は「完璧だった」と語っている[1]。
  - 『POPMAN'S WORLD -Second-』のDisc3「SNT selection」に収録されている。常田は「個人的なことを書いて卓弥がOKしてくれた思い出があること」「ライブで活躍してくれる曲であること」から選曲したと語っている[3]。
10. 虹のレシピ（album ver.）
  - 11thシングル「虹のレシピ」収録
  - シングルバージョンとは違いフェードアウトしない形になっている。
  - 楽器の音がシングルバージョンより強調されている。
11. 光る
  - 前半は大橋、後半は常田が作詞した。

## 初回特典DVD収録内容
1. 「虹のレシピ」ビデオ・クリップ[2]
2. 「ゴールデンタイムラバー」ビデオ・クリップ[2]
3. ケータイ音楽ドラマ「DOR@MO（ドラモ）」×「8ミリメートル」全5話・完全版[2]

## 参加ミュージシャン
1. 双星プロローグ
  - 大橋卓弥：Vocal, Chorus
  - 常田真太郎：Piano
  - 石成正人：Electric Guitar
  - 沖山優司：Bass
  - 佐野康夫：Drums
  - 松本智也：Percussion
  - 山本拓夫：Tenor Sax
  - 菅坂雅彦, 田中充：Trumpet
  - 村田陽一：Trombone
2. 雫
  - 大橋卓弥：Vocal, Chorus
  - 常田真太郎：Piano
  - 佐橋佳幸：Acoustic Guitar, Mandolin
  - 美久月千晴：Bass
  - 山木秀夫：Drums
  - 松本智也：Percussion
  - 弦一徹ストリングス：Strings
  - 山本拓夫：Flute
3. ゴールデンタイムラバー (album ver.)
  - 大橋卓弥：Vocal, Chorus, Acoustic Guitar
  - 常田真太郎：Rhodes, Other Instruments, Programming
  - 石成正人：Electric Guitar
  - 種子田健：Bass
  - 村石雅行：Drums
  - 松本智也：Percussion
  - 牧野“Q”英司, 常田真太郎：Pro Tools Edit
4. ムーンライトで行こう
  - 大橋卓弥：Vocal, Chorus, Acoustic Guitar
  - 常田真太郎：Wurlitzer
  - 石成正人：Electric Guitar
  - 佐橋佳幸：Pedal Steel
  - 美久月千晴：Bass
  - 江口信夫：Drums
  - 松本智也：Percussion
5. 病院にいく
  - 大橋卓弥：Vocal, Chorus, Acoustic Guitar
  - 常田真太郎：Piano, Other Instruments, Chorus
  - 新井“ラーメン”健：Acoustic Guitar, 12 Strings Acoustic Guitar
  - 隅倉弘至：Bass
  - 秋山隆彦：Drums
  - 松本智也：Percussion
6. デザイナーズマンション
  - 大橋卓弥：Vocal, Chorus, Acoustic Guitar, Gut Guitar, Drums
  - 常田真太郎：Piano, Other Instruments, Pro Tools Edit
7. 8ミリメートル
  - 大橋卓弥：Vocal, Chorus,
  - 常田真太郎：Piano, Other Instruments
  - 佐橋佳幸：Acoustic Guitar
  - 美久月千晴：Bass
  - 鎌田清：Drums
  - 松本智也：Percussion
  - 弦一徹ストリングス：Strings
8. レモネード
  - 大橋卓弥：Vocal, Chorus, Acoustic Guitar
  - 常田真太郎：Piano, Other Instruments
  - 今剛：Electric Guitar
  - 高水健司：Bass
  - 江口信夫：Drums
9. SL9
  - 大橋卓弥：Vocal, Chorus,
  - 常田真太郎：Piano, Other Instruments
  - 藤井謙二：Electric Guitar
  - 種子田健：Bass
  - 川西幸一：Drums
  - 弦一徹ストリングス：Strings
10. 虹のレシピ (album ver.)
  - 大橋卓弥：Vocal, Chorus, Acoustic Guitar
  - 常田真太郎：Wurlitzer, Chorus
  - 佐橋佳幸, 石成正人：Electric Guitar
  - 有賀啓雄：Bass
  - 嶋田吉隆：Drums
  - 三沢またろう, 松本智也：Percussion
  - 山本拓夫：Tenor Sax
  - 西村浩二：Trumpet
  - 村田陽一：Trombone
  - 虹組：Handclap
  - 亀渕友香&The Voice of Japan：Chorus
  - 倉地恵子：Chorus Arrange
11. 光る
  - 大橋卓弥：Vocal
  - 常田真太郎：Piano
  - 弦一徹ストリングス：Strings

## ライブ映像作品
| 曲名                   | 発売年 | 作品名                                                                                             |
| ---------------------- | ------ | -------------------------------------------------------------------------------------------------- |
| 双星プロローグ         | 2010年 | スキマスイッチ TOUR 2010 "LAGRANGIAN POINT"THE MOVIE                                               |
| 双星プロローグ         | 2014年 | スキマスイッチ 10th Anniversary “Symphonic Sound of SukimaSwitch” THE MOVIE                        |
| 双星プロローグ         | 2015年 | sukimaswitch official fan club DELUXE FAN CLUB EVENT TOUR 「V.I.P. Vol.2」                         |
| 双星プロローグ         | 2015年 | スキマスイッチ TOUR 2015 “SUKIMASWITCH”-SPECIAL-THE MOVIE                                          |
| 双星プロローグ         | 2015年 | sukimaswitch official fan club DELUXE FAN CLUB EVENT TOUR 「V.I.P. Vol.3」                         |
| 双星プロローグ         | 2019年 | SUKIMASWITCH 15th Anniversary Special at YOKOHAMA ARENA 〜Reversible〜 THE MOVIE                   |
| 双星プロローグ         | 2024年 | スキマスイッチ 20th Anniversary "POPMAN'S WORLD 2023 Premium" THE MOVIE 〜HOBO KANZENBAN〜         |
| 雫                     | -      | →「 雫#ライブ映像作品 」を参照                                                                     |
| ゴールデンタイムラバー | -      | →「 ゴールデンタイムラバー#ライブ映像作品 」を参照                                                 |
| ムーンライトで行こう   | 2010年 | スキマスイッチ TOUR 2010 "LAGRANGIAN POINT"THE MOVIE                                               |
| ムーンライトで行こう   | 2015年 | スキマスイッチ TOUR 2015 “SUKIMASWITCH”-SPECIAL-THE MOVIE                                          |
| ムーンライトで行こう   | 2023年 | スキマスイッチ TOUR 2022 “café au lait” THE MOVIE                                                  |
| 病院に行く             | 2010年 | スキマスイッチ TOUR 2010 "LAGRANGIAN POINT"THE MOVIE                                               |
| 病院に行く             | 2013年 | スキマスイッチ TOUR 2012-2013“DOUBLES ALL JAPAN”THE MOVIE                                          |
| 病院に行く             | 2023年 | DELUXE FAN CLUB EVENT TOUR V.I.P. Vol.4                                                            |
| デザイナーズマンション | 2010年 | スキマスイッチ TOUR 2010 "LAGRANGIAN POINT"THE MOVIE                                               |
| デザイナーズマンション | 2013年 | スキマスイッチ 10th Anniversary Arena Tour 2013 “POPMAN'S WORLD”THE MOVIE                          |
| デザイナーズマンション | 2015年 | sukimaswitch official fan club DELUXE FAN CLUB EVENT TOUR 「V.I.P. Vol.2」                         |
| デザイナーズマンション | 2016年 | スキマスイッチ TOUR 2016 “POPMAN'S CARNIVAL” THE MOVIE                                             |
| デザイナーズマンション | 2020年 | Streaming LIVE "a la carte 2020" 〜実際にやってみた!〜 THE MOVIE                                   |
| 8ミリメートル          | 2010年 | スキマスイッチ TOUR 2010 "LAGRANGIAN POINT"THE MOVIE                                               |
| レモネード             | 2010年 | スキマスイッチ TOUR 2010 "LAGRANGIAN POINT"THE MOVIE                                               |
| SL9                    | 2010年 | スキマスイッチ TOUR 2010 "LAGRANGIAN POINT"THE MOVIE                                               |
| SL9                    | 2012年 | 「山崎まさよし スキマスイッチ 秦 基博 A Night With Strings 〜Featuring 服部隆之〜」 at 日本武道館  |
| SL9                    | 2014年 | スキマスイッチ 10th Anniversary Arena Tour 2013 “POPMAN'S WORLD”THE MOVIE                          |
| SL9                    | 2014年 | Sukimaswitch in Augusta Camp 2013                                                                  |
| SL9                    | 2014年 | スキマスイッチ 10th Anniversary “Symphonic Sound of SukimaSwitch” THE MOVIE                        |
| SL9                    | 2015年 | sukimaswitch official fan club DELUXE FAN CLUB EVENT TOUR 「V.I.P. Vol.3」                         |
| SL9                    | 2019年 | SUKIMASWITCH 15th Anniversary Special at YOKOHAMA ARENA 〜Reversible〜 THE MOVIE                   |
| SL9                    | 2020年 | Streaming LIVE "a la carte 2020" 〜実際にやってみた!〜 THE MOVIE                                   |
| SL9                    | 2023年 | 「スキマスイッチ “Live Full Course 2022” 〜 20年分のライブヒストリー 〜」（2022.12.22 日本武道館） |
| SL9                    | 2023年 | DELUXE FAN CLUB EVENT TOUR V.I.P. Vol.4                                                            |
| SL9                    | 2024年 | スキマスイッチ 20th Anniversary "POPMAN'S WORLD 2023 Premium" THE MOVIE 〜HOBO KANZENBAN〜         |
| 虹のレシピ             | -      | →「 虹のレシピ#ライブ映像作品 」を参照                                                             |
| 光る                   | 2010年 | スキマスイッチ TOUR 2010 "LAGRANGIAN POINT"THE MOVIE                                               |

## 他のアルバムへの収録
| 曲名                   | 発売年 | 作品名                                                                 | 分類   |
| ---------------------- | ------ | ---------------------------------------------------------------------- | ------ |
| 双星プロローグ         | 2010年 | スキマスイッチ TOUR 2010 "LAGRANGIAN POINT"                            | ライブ |
| 双星プロローグ         | 2014年 | スキマスイッチ 10th Anniversary “Symphonic Sound of SukimaSwitch”      | ライブ |
| 双星プロローグ         | 2015年 | スキマスイッチ TOUR 2015 “SUKIMASWITCH”SPECIAL                         | ライブ |
| 双星プロローグ         | 2023年 | POPMAN'S WORLD -Second-                                                | ベスト |
| 双星プロローグ         | 2024年 | スキマスイッチ 20th Anniversary "POPMAN'S WORLD 2023 Premium"          | ライブ |
| 雫                     | -      | →「 雫#収録アルバム 」を参照                                           | -      |
| ゴールデンタイムラバー | -      | →「 ゴールデンタイムラバー#収録アルバム 」を参照                       | -      |
| ムーンライトで行こう   | 2010年 | スキマスイッチ TOUR 2010 "LAGRANGIAN POINT"                            | ライブ |
| ムーンライトで行こう   | 2015年 | スキマスイッチ TOUR 2015 “SUKIMASWITCH”SPECIAL                         | ライブ |
| ムーンライトで行こう   | 2023年 | スキマスイッチ TOUR 2022 “café au lait”                                | ライブ |
| 病院に行く             | 2010年 | スキマスイッチ TOUR 2010 "LAGRANGIAN POINT"                            | ライブ |
| 病院に行く             | 2013年 | スキマスイッチ TOUR 2012-2013“DOUBLES ALL JAPAN”                       | ライブ |
| デザイナーズマンション | 2010年 | スキマスイッチ TOUR 2010 "LAGRANGIAN POINT"                            | ライブ |
| 8ミリメートル          | 2010年 | スキマスイッチ TOUR 2010 "LAGRANGIAN POINT"                            | ライブ |
| 8ミリメートル          | 2013年 | POPMAN'S WORLD〜All Time Best 2003-2013〜                              | ベスト |
| 8ミリメートル          | 2023年 | POPMAN'S WORLD -Second-                                                | ベスト |
| レモネード             | 2010年 | スキマスイッチ TOUR 2010 "LAGRANGIAN POINT"                            | ライブ |
| SL9                    | 2010年 | スキマスイッチ TOUR 2010 "LAGRANGIAN POINT"                            | ライブ |
| SL9                    | 2014年 | スキマスイッチ 10th Anniversary Arena Tour 2013 “POPMAN'S WORLD”       | ライブ |
| SL9                    | 2014年 | スキマスイッチ 10th Anniversary “Symphonic Sound of SukimaSwitch”      | ライブ |
| SL9                    | 2019年 | SUKIMASWITCH 15th Anniversary Special at YOKOHAMA ARENA 〜Reversible〜 | ライブ |
| SL9                    | 2023年 | POPMAN'S WORLD -Second-                                                | ライブ |
| SL9                    | 2024年 | スキマスイッチ 20th Anniversary "POPMAN'S WORLD 2023 Premium"          | ライブ |
| 虹のレシピ             | -      | →「 虹のレシピ#収録アルバム 」を参照                                   | -      |
| 光る                   | 2010年 | スキマスイッチ TOUR 2010 "LAGRANGIAN POINT"                            | ライブ |

## カバー
デザイナーズマンション
- 2024年5月29日、tonunがトリビュート・アルバム『みんなのスキマスイッチ』でカバー[5]。